# Суккулово (Єрмекеєвський район)
Сукку́лово (рос. Суккулово, башк. Һыуыҡҡул) — село у складі Єрмекеєвського району Башкортостану, Росія. Адміністративний центр Суккуловської сільської ради.
Населення — 777 осіб (2010; 819 в 2002).
Національний склад:
- чуваші — 52 %
- башкири — 28 %